# Omocrates pygidialis
Omocrates pygidialis är en skalbaggsart som beskrevs av Schein 1958. Omocrates pygidialis ingår i släktet Omocrates och familjen Melolonthidae. Inga underarter finns listade i Catalogue of Life.